# دیوید دبلیو. استوارت
دیوید دبلیو. استوارت (به انگلیسی: David Wallace Stewart) سناتور سابق عضو حزب جمهوری‌خواه ایالات متحده آمریکا بود. وی در سال ۱۹۲۶ تا ۱۹۲۷ میلادی سناتور ایالت آیووا در سنای ایالات متحده آمریکا بود.